# Bundesstraße 480
Pour les articles homonymes, voir Route 480.
La Bundesstraße 480 est une Bundesstraße du Land de Rhénanie-du-Nord-Westphalie.

## Géographie
La B 480 va d'Erndtebrück-Leimstruth en passant par Winterberg et Brilon jusqu'à Bad Wünnenberg, où la B 480 se fond parfaitement dans l'A 33 à la jonction avec l'A 44.

## Histoire
La B 480 traverse le Wittgensteiner Land et le Sauerland dans le sens nord-sud, reliant trois tronçons qui ont tous pris naissance au XIXe siècle :
- La chaussée de Nuttlar à Hallenberg est achevée en 1834. En 1937, sa partie sud entre Winterberg et Hallenberg fait partie de la Reichsstraße 236, qui traverse le Rothaargebirge dans une direction est-ouest.
- La Möhnetalstraße de Brilon par Rüthen à Werl est achevée en 1842. Depuis les années 1970, cette route est connue sous le nom de Bundesstraße 516.
- La ligne secondaire de la Möhnetalstraße à Alme est ouverte en 1855.

La B 480 est créée au début des années 1960 pour améliorer le réseau routier fédéral. Entre Hoheleye et Winterberg, il suit le même tracé que la Bundesstraße 236. Dans cette section commune, le trafic est acheminé directement à l'ouest de Winterberg depuis 1995 dans le cadre d'un contournement avec le tunnel du Herrloh au-delà de la ville. À Brilon, la B 480 partage un tronçon de route avec la Bundesstraße 7.
Le B 480 allait à l'origine jusqu'à Paderborn. Après la construction de l'A 33 dans les années 1980, le tronçon de Borchen à la Bundesstraße 64 à Paderborn est reclassé Landesstraße 755. La section de l'extrémité actuelle de la B480 à Borchen est en partie recouverte par l'A 33.

## Extensions de la B 480n
Contournement d'Olsberg
Entre Olsberg et la jonction à la B 7, une route de contournement est construite sous le nom de B 480n de juin 2005 à novembre 2010. Contrairement aux plans initiaux, l'ouverture de cette nouvelle ligne, qui soulage Olsberg et Bigge a lieu le 5 novembre 2010. En venant du sud, la nouvelle route bifurque de l'ancienne route avant Olsberg. De nombreuses structures d'ingénierie sont érigées pour le nouveau tracé, notamment le tunnel du Losenberg, le pont de Kittelbusch, le pont de Wirtschaftsweg, le pont du Vossbach, le pont de la Bruchstrasse, le pont d'Eselsbruch et le pont de la vallée de la Ruhr.
Dans le cadre de la poursuite de la construction de l'A 46 de l'extrémité de l'extension précédente de Bestwig à Nuttlar, la B 480n est prolongée par la connexion de la B 7 à l'autoroute en tant qu'alimentation d'un carrefour. La sortie a lieu le 18 novembre 2019.
Contournement de Bad Wünnenberg
Au nord de la ville se trouve le contournement de Bad Wünnenberg, un autre tronçon en tant que nouvelle ligne B 480n. Le 20 décembre 2021, le tracé long de près de 7 kilomètres est mis en circulation après 8 ans de construction. Le cœur du nouveau contournement est le pont de la vallée de l'Afte de 785 mètres de long et jusqu'à 70 mètres de haut. Après que le comité budgétaire approuve le contournement en décembre 2012, la construction commence en septembre 2013.

## Source
- (de) Cet article est partiellement ou en totalité issu de l’article de Wikipédia en allemand intitulé « Bundesstraße 480 » (voir la liste des auteurs).

1. ↑  (de) G. Buddenkotte, J. Werfling, « Bau des Tunnels Losenberg im Zuge der Ortsumfahrung Olsberg (B 480 n) », Geotechnik, vol. 32, no 4,‎ octobre 2006, p. 220-225 (lire en ligne)